# Ordżonikidzka Wyższa Ogólnowojskowa Szkoła Dowódcza
Ordżonikidzka Wyższa Ogólnowojskowa Szkoła Dowódcza im. marszałka Związku Radzieckiego A.I. Jeromienko odznaczona dwukrotnie Orderem Czerwonego Sztandaru (Орджоникидзевское высшее общевойсковое командное дважды Краснознаменное училище имени Маршала Советского Союза А. И. Еременко, ОрджВОКУ) – wojskowa instytucja edukacyjna Ministerstwa Obrony ZSRR i Ministerstwa Obrony Federacji Rosyjskiej, która w różnych latach swojego istnienia miała różne nazwy.
16 listopada 1918 w Tule na rozkaz Wszechrosyjskiego Sztabu Generalnego utworzono 36 Tulskie Kursy Piechoty dla Czerwonych Dowódców, których zadaniem było szkolenie młodszych dowódców oddziałów piechoty Armii Czerwonej. Wydarzenie to przyjmuje się jako historyczny początek istnienia uczelni. 
3 marca 1993 na mocy rozporządzenia Rady Ministrów Federacji Rosyjskiej szkoła została rozwiązana. Za jej następcę uważa się Władykaukaski Korpus Kadetów, utworzony w 2012 poza strukturami Ministerstwa Obrony FR, na bazie Północno-Kaukaskiej Suworowskiej Szkoły Wojskowej, która istniała od 2000 do 2011.  